# Storfjord
Storfjord este o comună din provincia Troms, Norvegia.